# Embaràs psicològic
Un embaràs psicològic (també anomenat embaràs imaginari, embaràs utòpic o pseudociesis) es dona quan una dona creu estar embarassada sense estar-ho realment i presenta, a més, la majoria dels signes i símptomes gestacionals. És un problema psicològic en el qual el principal desencadenant sol ser el desig desmesurat de ser mare. La pseudociesis 
també pot donar-se en homes encara que amb una freqüència molt menor, i també en animals de companyia.

## Etiopatogènia
Intervenen factors psicològics i neuroendocrins.

### Factors psicològics
Agrupen la major part dels casos de pseudociesis i formen part dels anomenats trastorns somatomorfs, on algunes emocions ocultes es manifesten com símptomes orgànics. Passa, sobretot, en dones alexitímiques que no expressen els seus sentiments. Hi ha altres situacions psicològiques que poden conduir a aquest trastorn: la infertilitat, l'esterilitat o els problemes per desenvolupar una gestació porten a la dona, amb un gran desig de ser mare, a desenvolupar aquest quadre. Pot amagar un quadre depressiu de base.
Menys freqüent és aquest quadre en adolescents que comencen les seves relacions sexuals, davant la por que provoca quedar-se embarassades.

### Factors neuroendocrins
Les hormones juguen un important paper en el desenvolupament de l'embaràs imaginari. Hi ha una disminució de LH i FSH, el que condueix a l'anovulació i, en conseqüència, a l'amenorrea. D'altra banda, com la prolactina i la progesterona estan altes, s'estimulen la lactogènesi i el manteniment del cos luti, respectivament.

## Fisiopatologia
Els factors psicològics i neuroendocrins no actuen independentment. Es tracta d'una voràgine on tots dos s'interrelacionen.

## Quadre clínic
- Trastorn del cicle menstrual, que varia entre l'amenorrea i la hipomenorrea, d'una durada aproximadament de nou mesos, és a dir, el temps que dura l'embaràs real.
- Augment del volum abdominal, sense esborrament del melic, originat per la posició de lordosis que pren la dona i per la distensió dels músculs abdominals. El melic invertit permet establir el diagnòstic diferencial amb el veritable embaràs.
- Modificacions en les glàndules mamàries consistents en turgència, secreció de llet materna i calostre, pigmentació i augment de mida de les papil.
- Sensació subjectiva de moviments fetals.
- Estovament del coll uterí, acompanyat de signes de congestió. Augment del volum uterí, la grandària varia de 6 setmanes a 8 mesos.
- Nàusees i vòmits. Hi pot haver constipació i aberracions de la gana.
- Augment de pes, generalment més gran que els veritables embarassos.
- Algunes pacients poden presentar nivells elevats de gonadotropina.

El marge de coexistència dels símptomes esmentats varia segons els casos. No obstant això, a vegades, la simptomatologia es presenta de forma completa. Una manera de confirmar que no és un embaràs real és buscant amb la Maniobra de Leopold el fons uterí, en palpar l'abdomen se sentirà una forma d'extrema rigidesa. Una altra manera és buscar el focus cardíac fetal el qual es troba absent podent només trobar el batec de l'aorta descendent. El més fàcil és fer una ecografia.

## Causes
La causa principal d'aquest succés part del desig incontrolable de tenir un fill, però, hi ha altres factors com: la necessitat d'enfortir encara més els nexes conjugals o sentir-se jove i productiva.
Són les dones les que estan més propenses a desenvolupar un problema d'aquest tipus, però, hi ha casos extrems en què s'arriben a presentar en algun home, però en les dones poden ser: joves acabades de casar, solteres joves que tenen por de quedar embarassades quan la seva vida sexual està activa, dones d'edat avançada temoroses d'arribar a la menopausa, persones estèrils i aquelles que s'han tornat a casar per segona ocasió i volen donar-li un fill al seu actual marit.
Quan la dona és dependent del marit i el pensament d'un fill arriba per tenir la creença que així es tindrà l'absolut control de l'atenció de la parella, quan es desitja complaure a tot el marit, quan es tenen problemes matrimonials i la possibilitat d'un embaràs es converteix en una solució per salvar el matrimoni, i quan es pensa que un fill reforçarà els llaços matrimonials i es torna obsessiu.

## Pseudociesis en l'home
En l'home, poden donar-se símptomes similars a causa de sentir-se identificats amb la seva parella, però, aquest procés es dona generalment quan la dona està realment embarassada, i ell, per sentir-se protector, procura que la seva dona pateixi el menys possible en la gestació, i en general, vol ser participi del procés i compartir tot el bo i el dolent. El millor en aquests casos és recórrer immediatament al metge que donarà el suport psicològic necessari.

## Embaràs psicològic animal
L'embaràs psicològic no només es dona en les persones. Aquest problema és molt més comú en els animals, en concret en els gossos, que quan pateixen aquest problema agafen un objecte determinat a qui li atribueixen el paper de fill i es responsabilitzen d'ell com si ho fos.